# Élections locales écossaises de 2012
Les élections locales écossaises de 2012 se sont déroulées le 3 mai 2012.

## Résultats
| Partis | Partis                    | Voix      | Voix   | Voix       | Total des sièges | Total des sièges | Total des sièges |
| Partis | Partis                    | Votes     | %      | +/−        | Sièges           | +/−              | %                |
| ------ | ------------------------- | --------- | ------ | ---------- | ---------------- | ---------------- | ---------------- |
|        | SNP                       | 503 233   | 32,33  | 4,48       | 425 / 1223       | 62               | 34,75            |
|        | Travailliste              | 488 703   | 31,39  | 3,26       | 394 / 1223       | 46               | 32,22            |
|        | Conservateur              | 206 599   | 13,27  | 2,35       | 115 / 1223       | 28               | 9,40             |
|        | Indépendants              | 183 329   | 11,78  | 1,27       | 196 / 1223       | 12               | 16,03            |
|        | Libéraux-démocrates       | 103 087   | 6,62   | 6,05       | 71 / 1223        | 95               | 5,81             |
|        | Vert                      | 36 000    | 2,31   | 0,11       | 14 / 1223        | 6                | 1,14             |
|        | UKIP                      | 4 289     | 0,28   | 0,22       | 0 / 1223         | stagnation       | 0                |
|        | Parti socialiste écossais | 4 183     | 0,27   | 0,61       | 1 / 1223         | stagnation       | 0,08             |
|        | Autres                    | 27 350    | 3,48   | 0,21       | 7 / 1223         | 2                | 0,56             |
| Total  | Total                     | 1 556 773 | 100,00 | stagnation | 1223 / 1223      | 1                | 100,00           |

### Majorité dans les conseils

Majorité dans les conseils

| Conseil               | Majorité sortante | Majorité sortante | Majorité élue | Majorité élue | Lien      |
| --------------------- | ----------------- | ----------------- | ------------- | ------------- | --------- |
| Aberdeen City         |                   | Sans majorité     |               | Sans majorité | Résultats |
| Aberdeenshire         |                   | Sans majorité     |               | Sans majorité | Résultats |
| Angus                 |                   | Sans majorité     |               | SNP           | Résultats |
| Argyll and Bute       |                   | Sans majorité     |               | Sans majorité | Résultats |
| Clackmannanshire      |                   | Sans majorité     |               | Sans majorité | Résultats |
| Dumfries and Galloway |                   | Sans majorité     |               | Sans majorité | Résultats |
| Dundee City           |                   | Sans majorité     |               | SNP           | Résultats |
| East Ayrshire         |                   | Sans majorité     |               | Sans majorité | Résultats |
| East Dunbartonshire   |                   | Sans majorité     |               | Sans majorité | Résultats |
| East Lothian          |                   | Sans majorité     |               | Sans majorité | Résultats |
| East Renfrewshire     |                   | Sans majorité     |               | Sans majorité | Résultats |
| City of Edinburgh     |                   | Sans majorité     |               | Sans majorité | Résultats |
| Falkirk               |                   | Sans majorité     |               | Sans majorité | Résultats |
| Fife                  |                   | Sans majorité     |               | Sans majorité | Résultats |
| Glasgow City          |                   | Travailliste      |               | Travailliste  | Résultats |
| Highland              |                   | Sans majorité     |               | Sans majorité | Résultats |
| Inverclyde            |                   | Sans majorité     |               | Sans majorité | Résultats |
| Midlothian            |                   | Sans majorité     |               | Sans majorité | Résultats |
| Moray                 |                   | Sans majorité     |               | Sans majorité | Résultats |
| Na h-Eileanan Siar    |                   | Indépendant       |               | Indépendant   | Résultats |
| North Ayrshire        |                   | Sans majorité     |               | Sans majorité | Résultats |
| North Lanarkshire     |                   | Travailliste      |               | Travailliste  | Résultats |
| Orkney                |                   | Indépendant       |               | Indépendant   | Résultats |
| Perth and Kinross     |                   | Sans majorité     |               | Sans majorité | Résultats |
| Renfrewshire          |                   | Sans majorité     |               | Travailliste  | Résultats |
| Scottish Borders      |                   | Sans majorité     |               | Sans majorité | Résultats |
| Shetland              |                   | Indépendant       |               | Indépendant   | Résultats |
| South Ayrshire        |                   | Sans majorité     |               | Sans majorité | Résultats |
| South Lanarkshire     |                   | Sans majorité     |               | Sans majorité | Résultats |
| Stirling              |                   | Sans majorité     |               | Sans majorité | Résultats |
| West Dunbartonshire   |                   | Sans majorité     |               | Travailliste  | Résultats |
| West Lothian          |                   | Sans majorité     |               | Sans majorité | Résultats |